# Argyranthemum haematomma
Argyranthemum haematomma és una espècie de planta herbàcia de la família de les asteràcies. És originària de les Illes Canàries, essent un endemisme de l'illa de Madeira i es troba dins de l'àmbit macaronèsic junt amb les illes La Gomera, La Palma i Tenerife. Es considera una espècie "molt rara" i en perill d'extinció. Els primers estudis sobre vegetació en aquestes illes va ser per part de Lowe el 1868 el qual va definir dues zones de vegetació: una de marítima que abraça des del nivell del mar fins als 360 m.; i una de més muntanyosa que va des dels 300 fins als 480 m., la vegetació de la qual es caracteritza per presentar espècies autòctones com A. haematomma.
El nom genèric Argyranthemum - prové del grec "argyros", que significa "platejat", i "anthemom", que significa "planta de flor", fent al·lusió a les seves flors radiants pàl·lides. Haematomma és un epítet llatí que significa sanguinós, color rosat que poden adoptar els pètals. El nom comú és malmequeres o estreleira.
Aquest matoll perenne es diferencia dins el gènere pel fet que les seves fulles són bi o trífides, amples, amb lòbuls foliars filiformes, tiges primes, inflorescències en forma de corimbe amb capítols petits, i fruits que posseeixen un vil·là coroniforme, el que alhora permet diferenciar-la de l'espècie Argyranthemum frutescens, a la qual s'hi assembla molt.